# Родной Край (Изюмский район)
Родно́й Край (укр. Рідний Край; до 2016 г. — Радя́нское) — село, Александровский сельский совет, Изюмский район, Харьковская область, Украина.
Код КОАТУУ — 6322880507. Население по переписи 2001 года составляет 26 (14/12 м/ж) человек.

## Географическое положение
Село Родной Край находится между селом Александровка (1 км) и посёлок Новоселовка (Балаклейский район) (2 км).
В селе два небольших пруда.

## Экономика
- Птице-товарная ферма существовала в селе при СССР.